# Monothéisme
 (novembre 2018).
Un monothéisme (du grec μόνος [monos], « seul, unique » et θεός [theos], « dieu ») est une religion qui affirme l'existence d'un Dieu transcendant unique, omnipotent, omniscient et omniprésent. C'est notamment le cas des religions abrahamiques : judaïsme, christianisme et islam. D'autres religions ou croyances monothéistes ont vu le jour comme le zoroastrisme, le culte d'Aton, le sikhisme ou encore le déisme. Les religions monothéistes s'opposent notamment aux polythéismes, au panthéisme et à l'athéisme. En effet, les polythéistes croient en plusieurs divinités tandis que pour les panthéistes Dieu est immanent et non transcendant. Les athées, eux, en nient simplement l'existence.
Quand une religion conçoit une divinité nationale, ou métaphysique (comme Shiva ou Vishnou), comme simplement supérieure à d'autres, on parle plutôt de « monolâtrie » ou d'« hénothéisme », termes de création récente,  types de polythéisme.

## Étymologie
Le substantif masculin,, « monothéisme » (prononcé [mɔnɔteism̭] en français standard) est composé de « mono- » — préfixe tiré du grec μονο- / mono-, de μόνος / mónos (« seul, unique ») — et de « -théisme », lui-même composé de « thé(o)- » — tiré du grec θεός / theós (« dieu ») — et du suffixe « -isme ».
Le terme de « monothéisme » est de création relativement récente même s'il peut aujourd'hui sembler aller de soi, pour un concept qui demeure « difficile à penser ».
Le terme de « polythéisme » apparaît pour la première fois au Ier siècle chez le philosophe juif Philon d'Alexandrie pour marquer la différence entre le message biblique et la doxa polutheia (opinion majoritaire dans la cité) des Grecs. Le terme « monothéisme », lui-même, apparaît vraisemblablement au XVIIe siècle pour désigner deux concepts qui se comprennent de deux manières opposées. L'anglais monotheism est attesté dès 1660 avec la parution, à Londres, de l'editio princeps de An Explanation of the Grand Mystery of Godliness, (« Une explication du grand mystère de la piété ») d'Henry More ; et c'est à ce dernier que sa création est attribuée.
Certains commentateurs l'utilisent alors pour qualifier le judaïsme et le christianisme et ainsi affirmer la supériorité morale et spirituelle spécifique de ces religions vis-à-vis des autres croyances antiques, de manière exclusive.[réf. nécessaire] Le monothéisme s'opposerait donc spécifiquement aux cultes polythéistes, considérés par certains prêcheurs ou commentateurs comme plus primitifs, notamment dans le cas du culte impérial dans la Rome antique ou d'autres religions classées au sein du paganisme[réf. nécessaire]. Mais dans les milieux déistes, il désigne la religion universelle de l'humanité dans une acception inclusive qui considère que tous les hommes vénèrent une même divinité sans le savoir.
Cet antagonisme inclusif/exclusif de la notion de monothéisme se trouve déjà dans les textes bibliques. Ces textes, s'ils doivent être lus avec raison comme des documents monothéistes, n'en sont pas moins porteurs des traces de polythéismes intégrés par leurs rédacteurs qui empêchent d'opposer polythéisme et monothéisme de façon manichéenne comme ce fut longtemps la norme, suivant la radicalisation de l'opposition au polythéisme des trois religions du Livre, c'est-à-dire l'islam, le judaïsme et le christianisme.

## L'idée du Dieu unique
Pour l'historienne Mireille Hadas-Lebel, l'idée du Dieu unique, à la fois créateur, miséricordieux et tout-puissant, s'est faite au terme d'une lente évolution dans le cas du monothéisme juif, qui était au contact de cultures et d'empires polythéistes. Citant à ce propos Marcel Gauchet, l'historienne souligne la nécessité d'une « extraterritorialité » religieuse pour le peuple juif : celui-ci peut alors s'affranchir du pouvoir impérial et du « culte de souverains puissants aisément divinisés par leurs sujets ». Le Dieu unique, transcendant, devient « un souverain invisible plus puissant encore ». Cela dit, le monothéisme juif ne s'est pas développé en vase clos, et encore moins sur le principe seul d'une opposition culturelle systématique avec les peuples voisins ; le contact avec l'Empire achéménide, réalisé après que Cyrus le Grand a envahi Babylone et permis à la diaspora juive de rentrer en Judée, a été déterminant, quelques livres de la Bible hébraïque portant la marque d'une forte influence perse. Le Livre d'Esther par exemple, raconte comment Esther, femme du roi achéménide Assuérus, l'a convaincu de préserver les Juifs des manœuvres de Haman, son grand vizir. Ce livre est pour J.-D. Macchi, une « littérature de diaspora dans le judaïsme de l’époque du deuxième Temple. ». Il serait l’œuvre d'un Perse ayant vécu vers 78-77. En outre, l'usage de mots d'origine persane pour des concepts métaphysiques importants (notamment pairidaeza, espace clos, qui a donné Paradis, attesté par Xénophon dans l’Économique), interroge sur la nature et le profondeur des liens anciens entre zoroastrisme et judaïsme.
Pour Martin Haug (de), et les historiens spécialisés rejoignant ses travaux, la première religion monothéiste est probablement le mazdéisme, dont le dieu principal, Ahura Mazdâ (pehlevi : Ohrmazd), est le seul responsable de l'ordonnancement du chaos initial, le créateur du ciel et de la Terre. Cependant, ce culte n'a pas supplanté dans un premier temps les divinités plus anciennes, comme Inanna ou Mithra, qui ont fini par être considérés comme des divinités mazdéennes à part entière. Le zoroastrisme, religion monothéiste encore pratiquée à ce jour (sous la forme du parsisme) en Inde et dans quelques réduits en Iran (autour de Yazd notamment), est une réforme du mazdéisme pensée par Zoroastre, recentrant sur le seul créateur l'attribut divin et reléguant Mithra et les autres divinités dont le culte était venu se greffer à celui d'Ahura Mazda au rang d'anges, d'envoyés.

### Monolâtrisme
Vers l'époque de l'Exil, l'histoire du monothéisme biblique n'est pas une histoire linéaire mais plutôt un processus de maturation qui est le fruit d'une somme d'influences, de traditions et d'évènements qui mèneront à l'élaboration de l'expression d'une foi monothéiste régionale originale. Le premier commandement du Décalogue (Tu n'auras pas d'autres dieux face à moi.... Tu ne te prosterneras pas devant d'autres dieux que moi, et tu ne les serviras point) sur lequel se fonde le monothéisme des juifs et des chrétiens est davantage la formulation d'un monolâtrisme, puisqu'il n'enseigne pas le néant des autres dieux, voire suppose leur existence antérieure ou concurrente. En comparaison, l'islam qui apparaîtra quelque douze siècles plus tard sera immédiatement plus directif, plus explicite pour affirmer la seule existence du Dieu unique, et critiquer le polythéisme. La chahada nie toute autre forme de divinité, mais est postérieure. Son apparition est attestée entre l'an 158 à 178 de l'hégire[réf. nécessaire].
Un premier yahvisme monôlatrique pourrait remonter à la sortie d'Égypte mais on ignore comment le dieu Yahvé devient le dieu national des deux royaumes de Juda et d'Israël. Yahvé revêt de multiples formes, fonctions et attributs : il est vénéré comme une divinité de l'orage à travers une statue bovine dans les temples de Béthel et de Samarie alors qu'à Jérusalem, il est plutôt vénéré comme un dieu de type solaire sous le nom de Yahvé-Tsebaot.
À l'époque des deux royaumes, Yahvé n'est probablement pas le seul dieu pour les Hébreux. Un poème du Deutéronome comme un passage du Livre de Michée attestent de cette forme de monolâtrie polythéiste pour laquelle chaque peuple a son propre dieu national reconnaissant les divinités des peuples voisins. On trouve ainsi une tradition monolâtrique assez similaire au judaïsme yahviste de cette période dans le royaume de Moab à travers le dieu Kamosh, comme la concurrence entre le populaire dieu Baal et Yahvé pourrait expliquer la virulence des textes vétérotestamentaires à l'encontre du premier. Le dieu national Yahvé est ainsi à considérer à l'époque de la monarchie israélite – entre le Xe siècle av. J.-C. et le VIIe siècle av. J.-C. – comme une divinité assurant la sécurité et la fertilité à son peuple à travers le roi.
Par ailleurs, certains indices épigraphiques laissent supposer qu'Yahvé était peut-être honoré avec une déesse parèdre d'origine ougaritique nommée Ashéra mais sans qu'on sache avec certitude – les chercheurs en débattent encore – s'il s'agit de cette déesse ou d'un attribut, l'ashéra biblique désignant également un arbre sacré.
Le Deutéronome confirme cependant l'unicité du Dieu de cette religion, par rapport aux polythéismes avoisinants : « Écoute, Israël! l'Éternel, notre Dieu, est le seul Éternel » ... «Vous n'irez point après d'autres dieux, d'entre les dieux des peuples qui sont autour de vous».

### Vers le dieu unique
Le texte deutéronomique ne niant pas encore les autres dieux, déjà mentionné précédemment, semble avoir été écrit vers 622 av. J.-C. quand le roi Josias entend faire de Yahvé le seul dieu de Juda et empêcher qu'il soit vénéré sous différentes manifestations, comme cela semble être le cas à Samarie ou à Teman, dans l'idée de faire de Jérusalem le seul lieu saint légitime de la divinité nationale.
L'émergence du monothéisme judaïque exclusif est lié à la crise de l'Exil. En 597 av. J.-C., l'armée babylonienne défait le Royaume de Juda, l'occupe et déporte en exil à Babylone la famille royale, l'intelligentsia et les classes supérieures. Dix ans plus tard, les Babyloniens ruinent Jérusalem et détruisent son Temple. S'ensuit alors une seconde déportation qui semble cependant laisser sur place près de 85 % de la population, essentiellement rurale. C'est au sein de cette élite déportée et de sa descendance que l'on trouve la plupart des rédacteurs des textes vétérotestamentaires qui vont apporter la réponse du monothéisme au terrible choc et la profonde remise en question de la religion officielle engendrée par cette succession de catastrophes,.
Non seulement, la défaite n'est pas due à l'abandon par Yahvé, mais c'est au contraire l'occasion de le présenter comme seul et unique dieu : dans les récits que les intellectuels judéens écrivent alors, la destruction de Jérusalem, loin d'être un signe de faiblesse de Yahvé, montre la puissance de celui qui a instrumentalisé les Babyloniens pour punir ses rois et son peuple qui n'ont pas respecté ses commandements. Yahvé devient dès lors, au-delà de son peuple, le maître des ennemis de Juda. Cette idée du « fléau de Dieu » se retrouvera fréquemment à d'autres moments dans l'histoire où des conquérants païens ou infidèles auront raison de royaumes vénérant pourtant le Dieu unique, comme ce fut le cas avec Attila, Genghis Khan et ses descendants ou encore les Ottomans.
L'exil babylonien met les rédacteurs judéens en contact avec les mythes mésopotamiens dont celui de la création de l'univers (Enuma Elish) ou celui mentionnant un déluge (Atrahasis), et les premiers livres de la Genèse présentent dès lors Yahvé comme la divinité créatrice de l'entièreté de l'univers. Le nom de dieu est alors Elohim, marquant une tendance syncrétiste chez les auteurs sacerdotaux : en effet le terme peut se traduire par dieu ou dieux, suggérant que les dieux des autres peuples ne sont que des manifestations de Yahvé.
L'élaboration de la doctrine juive monothéiste se fait dans un contexte plus propice à de telles idées : le roi babylonien Nabonide tente de faire du dieu lunaire Sîn le dieu unique de son empire, en Grèce, les présocratiques défendent l'unicité de la divinité contre le panthéon et les successeurs achéménides de Cyrus II le Grand, considéré lui-même comme un messie de Yahvé, influencent le monothéisme judéen en faisant d'Ahoura Mazda le dieu officiel de l'empire.

## Religions abrahamiques
L'expression « religions abrahamiques » désigne les religions découlant ou se disant découler de la révélation d'Abraham, dont la première est le judaïsme, suivi du christianisme puis de l'islam.
Bien qu'aujourd'hui elles soient formées chacune de nombreux courants d'interprétation des textes ayant mené à des positions doctrinales, théologiques, voire métaphysiques (pour certains courants) quasi inconciliables, ces trois religions se lient par une tradition prophétique commune et des symboles communs (dont la première est le mythe d'Adam et Ève), ainsi que la reconnaissance de la Bible hébraïque comme texte de base.

### Judaïsme
D'après la tradition juive, le monothéisme fut la première croyance humaine, Adam sachant qu'il n'y avait qu'un Dieu. Le polythéisme serait né deux générations plus tard, les gens priant diverses « puissances » d'intercéder en leur faveur auprès de Dieu ; les cultes accessoires l'emportent ensuite sur le culte principal.
Abraham redécouvre le monothéisme (à l'âge de trois ans, selon le Midrash) après avoir compris qu'il doit exister un Être suprême, et que celui-ci ne s'embarrasse pas d'un panthéon. Cet Être est transcendant, immanent, omnipotent, omniscient, bienveillant. Dieu se révèle alors à Abraham, contracte une Alliance avec lui, qu'il renouvelle avec son fils Isaac puis son petit-fils Jacob.
Plus tard, Dieu envoie Moïse annoncer au peuple qu'Il va le faire sortir d'Égypte (antique), conformément à l'Alliance. Il se présente au peuple comme celui qui advient (Ehye asher Ehye, « Je Serai qui Je Serai »), c'est-à-dire au sens littéral Celui qui Est près de Son peuple lorsqu'Il le fera sortir d'Égypte. Pour les Israélites, Il est donc non seulement le créateur du monde, déterminant le cours des choses, gardien de l'ordre naturel, mais aussi, Dieu providentiel qui intervient directement dans le cours de l'Histoire.
Le monothéisme est le premier des Dix Commandements que Moïse transmet au peuple, sur l'ordre de Dieu :
...Je suis YHWH, ton Dieu. N'aie pas d'autres dieux devant Moi. Ne les représente pas par une statue sculptée, une icône, ou quoi que ce soit, dans les cieux au-dessus, dans la terre ci-bas, et dans les eaux sous la terre. Ne te prosterne pas [devant eux] ni ne les honore. (Exode 20.)
Je suis YHWH, ton Dieu, un Dieu demandant un culte exclusif. (Deutéronome 5.)
Le judaïsme exige de ses membres une adhésion sans faille à ces préceptes, l'inverse revenant à en dénier l'essence. L'« inverse » inclut le syncrétisme, le culte de « divinités mineures », d'esprits ou d'incarnations, l'idée de Dieu comme dualité (shtei reshouyot) ou trinité. Ce concept est hérétique aux yeux des Juifs, et est assimilé au paganisme. L'interdiction d'autres cultes s'étend à la possession d'objets devant lesquels on pourrait se prosterner, comme les statues, les portraits, ou toute représentation artistique de Dieu.

### Christianisme
Tout en s'affirmant monothéiste, la quasi-totalité des chrétiens a adopté, depuis le Premier concile de Nicée de l'an 325, la profession de foi selon laquelle Dieu, être unique, se manifeste en trois personnes ou plus justement trois hypostases : Dieu le Père, Dieu le Fils et Dieu le Saint-Esprit (communément appelés la Trinité), ce qui est une innovation incompatible avec le judaïsme,,. De même, le culte des saints, et notamment des saints patrons ainsi que de la Vierge Marie, ont été parfois perçus comme des incursions hénothéistes venant se greffer à un monothéisme strict, n'admettant d'autres autels que ceux dédiés à Dieu. Ainsi, là où les églises traditionnelles mettent en valeur le rôle des saints en tant qu'intercesseurs auprès de Dieu, tout en leur refusant le statut d'êtres divins, plusieurs protestantismes (dont le luthéranisme) et le calvinisme rejettent en bloc leur culte, préférant voir en eux des modèles à suivre plutôt que des intercesseurs.
Le premier concile de Nicée est la base du rejet comme hérétiques des courants des débuts du christianisme n'affirmant pas la profession de foi du Symbole de Nicée (comme l'arianisme, le nestorianisme, etc.). Le débat sur la consubstantialité de Jésus continuera de marquer le christianisme primitif, jusqu'au Concile de Chalcédoine en 451 qui vient fixer définitivement le débat. Ses principales conclusions, résumées dans le symbole de Chalcédoine, définissent le dyophysisme, c'est-à-dire les deux natures du Christ, vrai Dieu et vrai homme, parfait dans sa divinité comme dans son humanité. Elles marquent une étape essentielle dans le domaine de la christologie et sont acceptées, encore aujourd'hui, par les trois principales confessions chrétiennes : les orthodoxes, les catholiques et les protestants. Certains chrétiens miaphysites, très minoritaires, rejettent l'intégralité du concile, produisant un schisme qui forme les Églises des trois conciles.
Cette vision du divin n'est pas partagée par les deux autres religions abrahamiques, à savoir le judaïsme et l'islam.

### Islam
Le mot « islam » vient de l'arabe « islām », qui signifie soumission. Selon cette croyance, l'homme est par nature entièrement soumis à Dieu (muslim), et doit croire en Dieu (Mou'mine) et suivre les préceptes du Coran pour atteindre ainsi la paix dans la vie d’ici-bas et dans celle de l’au-delà. Se soumettre à la volonté divine ne signifie pas que l'homme cesse de réfléchir, ou qu'il abandonne son libre-arbitre ; mais plutôt qu'il accepte son rapport au divin. Les commandements de Dieu participent à son bien-être et à celui des autres, lorsqu'il respecte les lois divines et fait usage de sa liberté avec sagesse.
Le concept islamique de la soumission est donc un concept actif ; un musulman s’efforce d’améliorer son caractère, et de faire ce qui est le mieux dans la mesure de ses capacités, après quoi, il accepte que le résultat de ses efforts réside en fin de compte dans les mains de Dieu.
L’islam est basé sur la foi en un pouvoir supérieur, le Seigneur Miséricordieux et Créateur de l’Univers, sans famille ni partenaire, et appelé en arabe « Allah ».
Le Coran affirme l’existence d’un Dieu unique, et s’inscrit dans la tradition abrahamique, notamment dans la sourate dite de la vache. Plus tard, la profession de foi musulmane, — la chahada —, sera dédiée à cette unicité, selon la formule « Il n'y a de dieu que Dieu ».

## Autres monothéismes
La religion des Dogons se fonde sur le culte voué au Dieu créateur Amma. Selon l'ethnologue Germaine Dieterlen, il est invoqué dans toutes les occasions ; toutes les demandes adressées aux puissances surnaturelles le sont en son nom, prononcé au début de chaque prière.
La religion traditionnelle des Maasaï est monothéiste, basée sur le concept d'un Dieu unique et suprême. Ils croient en Engai ou Enkai, dieu du ciel. 
La religion traditionnelle des Kongos (République démocratique du Congo, Angola, République du Congo), le bukongo, repose sur la croyance en un dieu suprême appelé Nzambi Mpungu, entité abstraite de toute représentation, du cycle du Nza (Univers) et source de toute vie.

## Aspects psychanalytiques

### Freud
L'assimilation du dieu unique au père – lui aussi unique – « Dieu le Père » est un thème récurrent depuis l'origine du monothéisme judaïque (Jérémie 2, 27 : « Tu es mon père !… Toi tu m'as enfanté ! »). Sigmund Freud, agnostique né de parents juifs, considère les dieux comme des illusions, selon lui elles résultent du besoin infantile d'une figure paternelle dominante, la religion contribue à maîtriser les impulsions violentes chez les individus et dans le développement de la civilisation. Il s'intéresse dans un premier temps aux rituels. Dans ses premiers écrits sur la religion, Actes obsessionnels et pratiques religieuses (1907), il assimile la religion à une névrose obsessionnelle universelle à rituels répétitifs, analyse qu'il approfondit dans Totem et Tabou. Il y travaille le sens de l'image du père (tueur violent et dévorateur, celui qui interdit le contact avec la mère) et l'acte originel de parricide reproduit dans le repas sacrificiel totémique. Il décrit le passage du totémisme et du polythéisme au monothéisme judéo-chrétien, où une nouvelle figure paternelle toute-puissante et unifiée succède à celle du père primitif. Ce rapprochement entre religion universelle et une universalité de la psychanalyse et de ses concepts, en particulier du complexe d'Œdipe, aura d'énormes conséquences sur la notoriété de la psychanalyse. Dans Moïse et le monothéisme, un de ces derniers écrits, Freud – bon spécialiste de l'Égypte antique[réf. nécessaire] polythéiste avec un épisode monothéiste solaire sous Akhenaton – échafaude une théorie de l’assassinat de Moïse qui engendre la culpabilité des Juifs à l'origine de l'espoir messianique d'un sauveur.
Il reviendra dans L'Avenir d'une illusion (1927) à l’enchaînement des religions (des « illusions ») : à l'animisme primitif succède une illusion adaptée à la civilisation avec le polythéisme, qui réconcilie l'homme et la mort et aide à supporter les privations de la civilisation. Alors la figure du père devient centrale dans l'esprit religieux et arrive le monothéisme. L'homme attend le même service de Dieu que du père, tous deux protecteurs mais craints. Rôle difficile à tenir qui rendent inséparables monothéisme et doute. Le monothéisme impose à l'individu une notion universelle de bien et de mal et pose donc un grand nombre d'interdits se traduisant par des renoncements aux pulsions que les polythéismes sacralisaient. Sa conclusion est que l'avenir des idées religieuses en tant qu'illusions est florissant.

### Jung
Carl Gustav Jung, dans son ouvrage Psychologie et religion, s'intéresse au monothéisme chrétien et à ses symboles. Il les explique au regard de la psychologie analytique, qui l'a rendu célèbre, en tentant d'éclairer les rites et dogmes d'une nouvelle interprétation ouverte à une redéfinition de la foi.

### Ouvrages

#### Textes classiques
- Martin Buber, Moïse, Presses universitaires de France, Paris, 1957
- Sigmund Freud, L’Homme Moïse et la religion monothéiste, Gallimard, Paris, 1986
- Marthe Robert, D'Œdipe à Moïse (lectures de Freud), Agora/Pocket, Paris, 1987
- Schelling, Le Monothéisme (1828), Vrin, Paris, 1992
- Thomas Römer (éd.), Jean-Daniel Macchi (éd.) et Christophe Nihan (éd.), Introduction à l'Ancien Testament, Labor et Fides, 2009 (1re éd. 2004), 902 p. (ISBN 978-2-8309-1368-2, lire en ligne).

#### Essais contemporains
- Nissim Amsallag : La forge de Dieu »,éd. du Cerf, 2020.
- Jan Assmann, Le Prix du monothéisme, Aubier, Paris, 2007
- Stanislas Breton, Unicité et monothéisme, Cerf, 1981
- Jean-Pierre Castel, Le déni de la violence monothéiste, L'Harmattan, 2010
- Henri Corbin, Le Paradoxe du monothéisme, L'Herne, Paris, 1981
- Manuel de Diéguez, L'Idole monothéiste, PUF, 1981
- Marcel Gauchet, Le Désenchantement du monde. Une histoire politique de la religion, Gallimard, 1985
- René Girard, André Gounelle et Alain Houziaux, Dieu, une invention ?, Éd. de l'Atelier, 2007
- Pierre Gisel et Gilles Emery, Le christianisme est-il un monothéisme ?, actes du 3e cycle de théologie systématique des Facultés de théologie de Suisse romande, éd. Labor et Fides, 2001, extraits en ligne
- André Lemaire, La Naissance du monothéisme : Point de vue d'un historien, Bayard, 2003
- Emmanuel Levinas, De Dieu qui vient à l'idée, Paris, J. Vrin, 1992
- Eberhard Bons et Thierry Legrand, Le monothéisme biblique. Évolution, contextes et perspectives, Ed. du Cerf, 2011 -  (ISBN 2204093114)
- Thomas Römer, Les Cornes de Moïse : Faire entrer la Bible dans l'histoire, leçon inaugurale de Thomas Römer au Collège de France, 5 février 2009, Fayard, 2009. Vidéo
- Jean Soler, "Aux origines du Dieu unique - L'invention du monothéisme" - Éditions de Fallois, 2002 -  (ISBN 9782877064378)
- Jean Soler, "Aux origines du Dieu unique - La Loi de Moïse" - Éditions de Fallois, 2003 -  (ISBN 9782877064583)
- Jean Soler, "Aux origines du Dieu unique - Vie et mort dans la Bible" - Éditions de Fallois, 2004 -  (ISBN 2877064980)
- Jean Soler, "La violence monothéiste" - Éditions de Fallois, 2008 -  (ISBN 9782877066754)
- Jean Soler, "Qui est Dieu ? " - Éditions de Fallois, 2012 -  (ISBN 9782877067928)

### Articles
- (en + fr) "Jesuit interreligious dialogue and relation", La foi chrétienne et le monothéisme radical, série d'articles présentés aux rencontres Jésuites parmi les Musulmans de La Baume, 1 au 6 avril 2002, articles en ligne
- Dominic Desroches, « Sur la proximité de Dieu », sur le site de Espacestemps.net, 26 octobre 2009
- Le monothéisme selon Freud
- Naissance du monothéisme par Mireille Hadas-Lebel
- Revisiter les monothéismes, présentation du programme de recherche du Laboratoire d'études sur les monothéismes, UMR 8584.

### Conférences
- « L'Aventure monothéiste » cycle de conférences avec notamment Mireille Hadas-Lebel, Thomas Römer, Claude Geffré, Malek Chebel, Mohammad Ali Amir-Moezzi...